# Большие Сяглицы
Большие Ся́глицы (фин. Sääklitsä) — деревня в Большеврудском сельском поселении Волосовского района Ленинградской области.

## История
Впервые упоминается в Писцовой книге Водской пятины 1500 года как сельцо Сеглицы в Богородицком Врудском погосте Копорского уезда.
На карте Ингерманландии А. И. Бергенгейма, составленной по шведским материалам 1676 года, она обозначена как деревня Säglitsa.
На шведской «Генеральной карте провинции Ингерманландии» 1704 года, также как Säglitsa.
Деревня Сяглица обозначена на «Географическом чертеже Ижорской земли» Адриана Шонбека 1705 года.
Деревня Сяглицы упомянута на карте Ингерманландии А. Ростовцева 1727 года.
На карте Санкт-Петербургской губернии Я. Ф. Шмидта 1770 года она обозначена как деревня Сяглицкая.
На карте Санкт-Петербургской губернии Ф. Ф. Шуберта 1834 года обозначена деревня Сяглицы, а смежно к югу от неё — мыза Помещика Веймара.

СЯГЛИЦЫ — деревня принадлежит наследникам коллежского асессора Веймарна, число жителей по ревизии: 69 м. п., 93 ж. п. (1838 год)

На этнографической карте Санкт-Петербургской губернии П. И. Кёппена 1849 года она обозначена как деревня «Saeglitz», расположенная в ареале расселения савакотов. В пояснительном тексте к этнографической карте деревня записана как Säglitz (Сяглицы) и указано количество её жителей на 1848 год: савакотов — 32 м. п., 39 ж. п., всего 71 человек, русских — 63 человека.
На карте профессора С. С. Куторги 1852 года обозначены две смежные деревни Сяглицы.

СЯГЛИЦЫ — деревня вдовы коллежского асессора Веймарна, 10 вёрст по почтовой, а остальные по просёлочной дороге, число дворов — 15, число душ — 55 м. п. (1856 год)

Согласно «Топографической карте частей Санкт-Петербургской и Выборгской губерний» в 1860 году деревня Сяглицы насчитывала 20 крестьянских дворов, к югу от неё находилась Мыза Помещика Веймара.

СЯГЛИЦЫ — деревня владельческая при колодце, по Рожественскому тракту, от Ямбурга в 43 верстах, число дворов — 25, число жителей: 102 м. п., 124 ж. п. (1862 год)

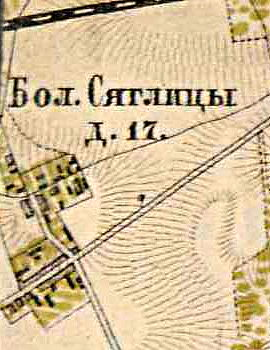
Деревня Большие Сяглицы на карте 1885 года

Согласно материалам по статистике народного хозяйства Ямбургского уезда 1887 года одна мыза Сяглиицы площадью 485 десятин принадлежала вдове мещанина Ю. М. Левер, мыза была приобретена в 1883 году за 21 400 рублей; вторая  мыза Сяглицы площадью 274 десятины принадлежала купцу Г. О. Штурму, мыза была приобретена в 1885 году за 6000 рублей. В первой мызе сдавалась в аренду охота, во второй — культивировались ландыши.
Согласно «Карте окрестностей Санкт-Петербурга» в 1885 году деревня называлась Большие Сяглицы и состояла из 17 крестьянских дворов, к северу от деревни, за железной дорогой, находились Малые Сяглицы из 8 дворов.
Сборник Центрального статистического комитета описывал деревню так:

СЯГЛИЦЫ — деревня бывшая владельческая, дворов — 28, жителей — 116. Школа. (1885 год)

В конце XIX — начале XX века деревня административно относилась к Врудской волости 1-го стана Ямбургского уезда Санкт-Петербургской губернии. Население деревни было смешанным — финско-русским.
К 1913 году количество дворов в деревне увеличилось до 23.
С 1917 по 1927 год деревня Сяглицы Большие входила в состав Сяглицкого сельсовета Врудской волости Кингисеппского уезда.
Согласно данным переписи населения СССР 1926 года в деревне Сяглицы проживали 224 человека, большинство русские, а также финны и эстонцы.
С 1927 года в составе Молосковицкого района.
С 1928 года в составе Врудского сельсовета.
С 1931 года в составе Волосовского района.

План деревни Большие Сяглицы. 1933 год

По данным 1933 года деревня называлась Сяглицы и входила в состав Врудского сельсовета Волосовского района. Согласно топографической карте 1933 года деревня называлась Большие Сяглицы и насчитывала 23 двора.
С 1 августа 1941 года германская оккупация. Деревня была освобождена от немецко-фашистских оккупантов 29 января 1944 года.
С 1965 года вновь в составе Волосовского района. В 1965 году население деревни составляло 464 человека.
По административным данным 1966, 1973 и 1990 годов деревня называлась Большие Сяглицы и входила в состав Врудского сельсовета с административным центром в посёлке Вруда.
В 1997 году в деревне Большие Сяглицы не было постоянного населения, деревня относилась ко Врудской волости, в 2002 году проживали 27 человек (русские — 89 %), в 2007 году — 8 человек.

## География
Деревня расположена в центральной части района к северу от автодороги 41А-002 (Гатчина — Ополье).
Расстояние до административного центра поселения — 7 км.
Расстояние до ближайшей железнодорожной станции Вруда — 3 км.

## Демография
| 1862 | 2002 | 2007 | 2010 | 2017 |
| ---- | ---- | ---- | ---- | ---- |
| 226  | ↘27  | ↘18  | →18  | ↗26  |

### Национальный состав
Согласно данным Всероссийской переписи населения 2021 года в деревне проживали 36 человек, из них:
 русские — 33, азербайджанцы — 2, один человек национальность не указал.